# 伊爾門塞湖 (伊爾門塞)
47°51′19″N 9°22′49″E / 47.85528°N 9.38028°E

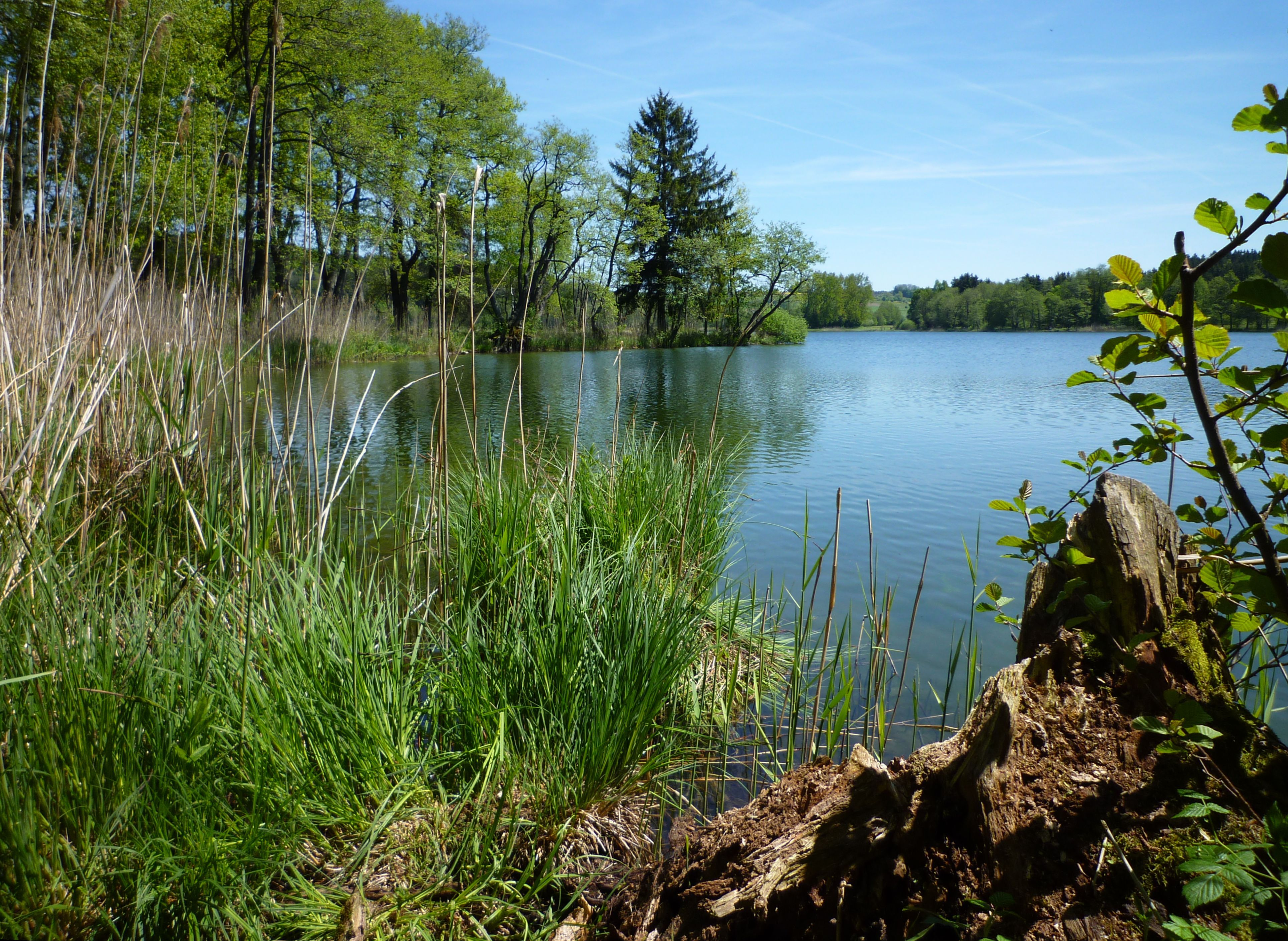

伊爾門塞湖（德語：Illmensee），是德國的湖泊，位於該國西南部，由巴登-符騰堡州負責管轄，處於伊爾門塞，面積0.64平方公里，海拔高度691米，平均水深9.2米，最大水深16.5米，湖岸線長度4.9公里。